# Mýtus (film)
Mýtus (v hongkongském originále San wa) je hongkongský akční film z roku 2005. Režisérem filmu je Stanley Tong. Hlavní role ve filmu ztvárnili Jackie Chan, Kim Hee-sun, Tony Leung Ka-fai, Mallika Sherawat a Patrick Tam.

## Obsazení
| Jackie Chan       | Jack/Meng Yi       |
| Kim Hee-sun       | princezna Ok-Soo   |
| Tony Leung Ka-fai | William            |
| Mallika Sherawat  | Samantha           |
| Patrick Tam       | generál Xu Gui     |
| Shao Bing         | Nangong Yan        |
| Ken Lo            | drak               |
| Yu Rongguang      | generál Zhao Kuang |